# British Gas
British Gas (che in Scozia opera come Scottish Gas) è un'azienda britannica fornitrice di energia e servizi domestici.
Servendo circa dieci milioni di abitazioni nel Regno Unito, British Gas è stato il più grande fornitore di energia elettrica del Paese, fino al 2024, quando è stato superato da Octopus Energy; rimane invece il più esteso per quanto riguarda il gas. È considerata una delle Big Six che dominano il mercato del gas e dell'elettricità nel territorio britannico.

## Storia

### 1812–1948: La fondazione della Gas Light and Coke Company e la sua inclusione nel North Thames Gas Board

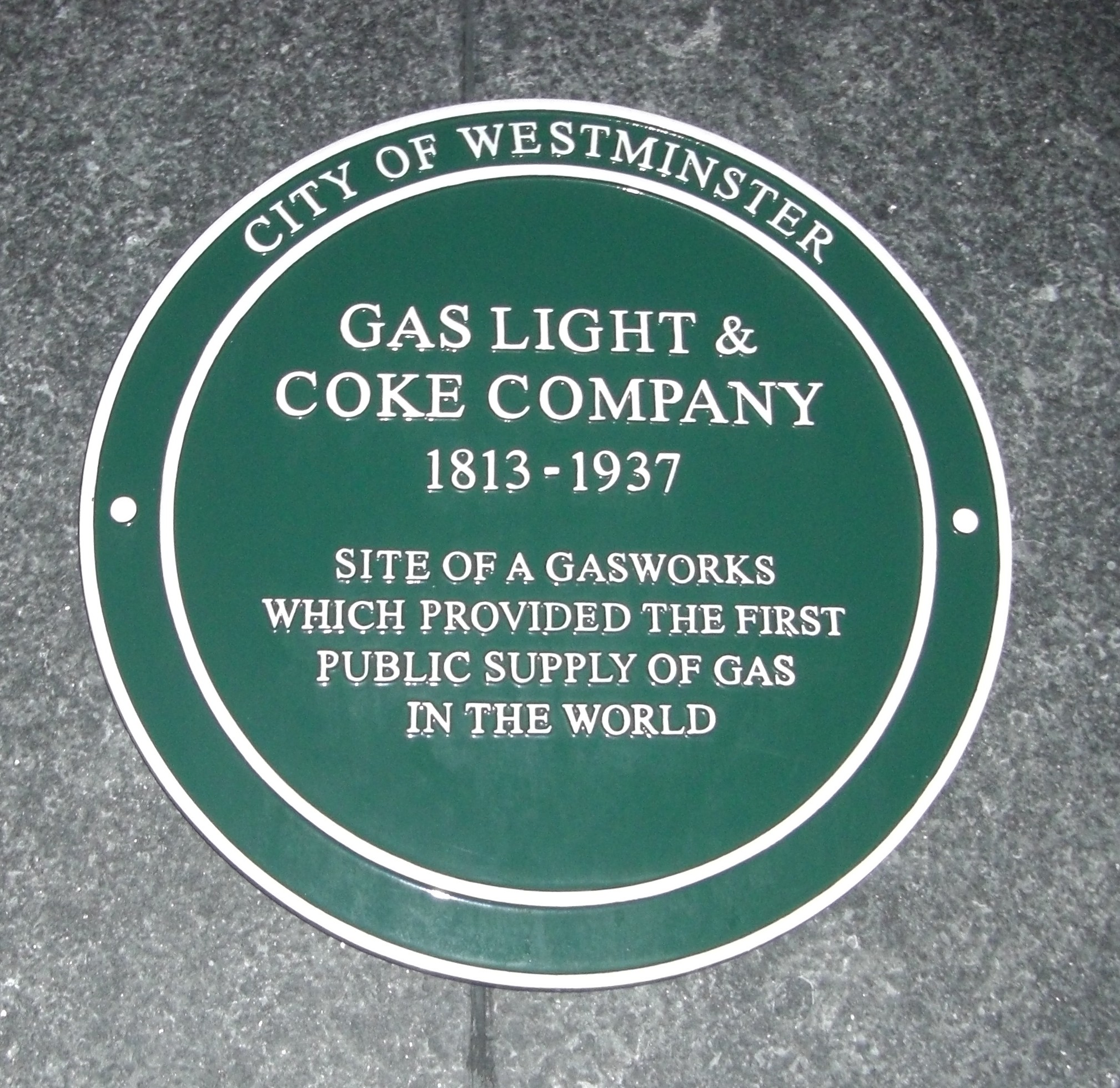
Placca commemorativa a Marsham Street

La Gas Light and Coke Company (GLCC) è stata la prima società di servizi pubblici al mondo, fondata da Frederick Albert Winsor e incorporata per atto reale il 30 aprile 1812 sotto il sigillo di Re Giorgio III.
Continuò a prosperare per i 136 anni successivi, espandendosi nei servizi domestici e assorbendo molte società più piccole, tra cui la Aldgate Gas Light and Coke Company (1819), la City of London Gas Light and Coke Company (1870), la Equitable Gas Light Company (1871), la Great Central Gas Consumer's Company (1870), Victoria Docks Gas Company (1871), Western Gas Light Company (1873), Imperial Gas Light and Coke Company (1876), Independent Gas Light and Coke Company (1876), London Gas Light Company (1883), Richmond Gas Company (1925), Brentford Gas Company (1926), Pinner Gas Company (1930) e Southend-on-Sea and District Gas Company (1932).
Il 1º maggio 1949, dopo l'approvazione del Gas Act del 1948 da parte del governo laburista di Clement Attlee del dopoguerra, la GLCC divenne la principale componente del nuovo North Thames Gas Board, uno dei dodici enti regionali britannici per il gas.

### 1948–1973: L'istituzione dei consigli di gas di zona e del Gas Council
All'inizio del XX secolo, il mercato del gas nel Regno Unito era gestito principalmente dai consigli di contea e da piccole aziende private. In questo periodo l'uso di un gas infiammabile (spesso noto come "gas di città") convogliato nelle case come combustibile veniva ancora commercializzato ai consumatori, attraverso modalità come il National Gas Congress and Exhibition del 1913. Il gas utilizzato nel XIX e all'inizio del XX secolo era il gas di carbone, ma nel periodo tra 1967 e il 1977, le forniture domestiche britanniche di gas di carbone sono state sostituite dal gas naturale.
Nel 1948, il governo laburista di Clement Attlee ridisegnò l'industria del gas, introducendo il Gas Act 1948. L'atto (alla data di entrata in vigore, il 1º aprile 1949) nazionalizzò l'industria del gas nel Regno Unito e 1062 aziende del gas di proprietà privata e municipale furono fuse in dodici consigli del gas di zona, i cosiddetti "area gas board", ognuno dei quali era un ente separato con una propria struttura di gestione.
I dodici gas boards erano: Eastern, East Midlands, Northern, North Eastern, North Thames, North West, Scottish, Southern, South Eastern, South West, Wales e West Midlands. Ogni consiglio di zona era suddiviso in gruppi geografici o divisioni, spesso ulteriormente suddivisi in distretti più piccoli.
Inoltre, la legge sul gas istituì il Gas Council, la cui costituzione era tale che il controllo spettasse effettivamente ai consigli di zona. Il Consiglio era composto da un presidente e un vicepresidente, entrambi nominati dal ministro, e dai presidenti di ciascuno dei dodici consigli di zona. Il consiglio fungeva da canale di comunicazione con il ministro, intraprendeva trattative sindacali, svolgeva attività di ricerca e fungeva da portavoce dell'industria del gas in generale.
Il Gas Act del 1965 spostò l'equilibrio dei poteri al centro: il Gas Council fu equiparato ai consigli di zona, con il potere di prendere in prestito fino a 900 milioni di sterline, di produrre o acquistare gas e di fornire gas all'ingrosso per qualsiasi consiglio di zona. Nel maggio del 1968, il Consiglio del Gas si trasferì in nuovi grandi uffici al 59 Bryanston Street, Marble Arch, Londra.

### 1973–1986: L'abolizione del Gas Council e la creazione della British Gas Corporation
All'inizio degli anni '70, l'industria del gas fu nuovamente ristrutturata dopo l'approvazione del Gas Act del 1972. L'atto fonde tutti i consigli di zona, crea la British Gas Corporation e abolisce il Gas Council.
Fin dall'inizio, la corporazione è stata responsabile dello sviluppo e della manutenzione della fornitura di gas in Gran Bretagna, oltre a soddisfare la domanda di gas in tutto il Paese. La sua direzione, come quella dei consigli di zona, era nominata e supervisionata dal Segretario di Stato per il Commercio e l'Industria fino al 1974, quando tali poteri furono conferiti alla nuova carica di Segretario di Stato per l'Energia e il Cambiamento Climatico.

### 1986–1997: British Gas quotata alla Borsa di Londra e la campagna "If you see Sid...Tell him"
Il governo conservatore guidato dal primo ministro Margaret Thatcher introdusse il Gas Act del 1986, che portò alla privatizzazione della società, e l'8 dicembre 1986 le sue azioni furono quotate alla borsa di Londra. Per incoraggiare i singoli a diventare azionisti, l'offerta fu intensamente pubblicizzata con la campagna "If you see Sid...Tell him!". La privatizzazione è stata criticata dal barone Gray di Contin, che ha affermato che essa ha infranto una parte fondamentale del Manifesto dei Conservatori del 1983, secondo cui il partito non avrebbe semplicemente sostituito un monopolio con un altro; all'epoca, British Gas era l'unica organizzazione in grado di fornire gas a chiunque nel Paese.

### 1997–2020: Il trasferimento in Centrica e i tagli di posti di lavoro
Nel febbraio 1997, undici anni dopo la privatizzazione, British Gas plc si è scissa per trasformarsi in una società completamente separata, BG Group.
Le attività di vendita e commercio di gas, servizi e vendita al dettaglio, insieme alle attività di produzione di gas dei giacimenti North e South Morecambe, sono state trasferite in Centrica, che continua a possedere e gestire il marchio di vendita al dettaglio British Gas.
Nell'ottobre 2004, British Gas ha acquisito Dyno-Rod.
Nell'aprile 2016, è stato reso noto che la società aveva perso 224.000 clienti, citando come motivo principale di questa perdita i clienti giunti al termine delle loro offerte contrattuali fisse e quindi passati ad altri fornitori.
Nello stesso mese, British Gas ha annunciato anche la chiusura di un call center e di un ufficio a Oldbury (West Midlands), con una perdita di circa 680 posti di lavoro. Nel maggio 2018, Centrica ha annunciato che British Gas aveva perso 100.000 clienti dall'inizio dell'anno.
British Gas è guidata dall'amministratore delegato Sarwjit Sambhi, che supervisiona un'azienda che fornisce energia e servizi a circa dieci milioni di case e impiega oltre 28.000 dipendenti in tutto il Regno Unito. Altri 700 tagli di posti di lavoro nel Regno Unito sono stati annunciati da Centrica nel luglio 2019, tra le crescenti problematiche del mercato, che includono la perdita di 742.000 clienti nel 2018 e il price cap del governo.

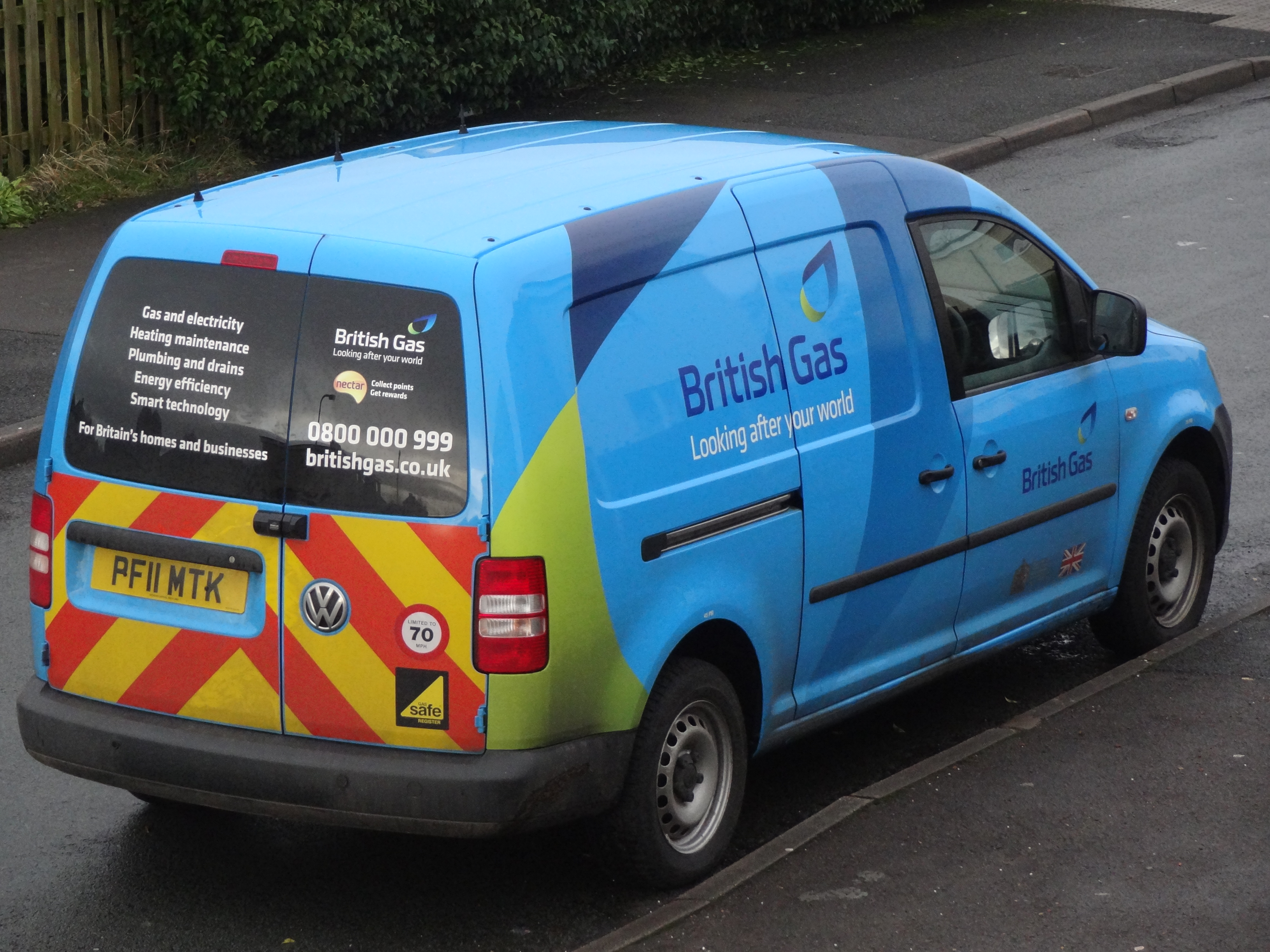
Un furgone Volkswagen Caddy (2013) di British Gas.

#### La flotta di veicoli
Nel maggio 2007, British Gas ha firmato un accordo che prevedeva la fornitura di 1000 furgoni Volkswagen Caddy all'azienda, dotati di un sistema di scaffalature su misura e di un limitatore di velocità, progettato da Siemens. L'accordo è stato rinnovato nel settembre 2015, con l'acquisto di altri 8000 veicoli.
Nel 2020 British Gas ha annunciato l'introduzione di una flotta di furgoni completamente elettrici, mentre tutti i veicoli diesel saranno sostituiti entro il 2025. Attualmente l'azienda sta sostituendo i veicoli diesel con il Vauxhall Vivaro-e.

### Anni 2020: Lo sciopero generale e varie critiche al servizio
Nell'aprile 2021, British Gas ha modificato i termini e le condizioni contrattuali di migliaia di lavoratori. A coloro che non hanno accettato i cambiamenti entro le ore 12.00 del 14 aprile 2021, è stato detto di lasciare l'azienda. Ciò ha provocato una protesta pubblica per il trattamento dei lavoratori di lunga data, in particolare sui social media e con il sostegno dei sindacati dei lavoratori e del Partito Laburista all'opposizione. In reazione, i dipendenti di British Gas hanno scioperato da gennaio a giugno 2021, quando questi ultimi hanno concordato un nuovo accordo salariale.
Nel 2023, British Gas è stata oggetto di critiche dopo una serie di storie mediatiche che hanno messo in evidenza il suo scarso servizio clienti e la pratica di irrompere nelle case per costringere le persone a utilizzare i contatori a pagamento. Dopo un'indagine interna, ha annunciato che non avrebbe più utilizzato l'appaltatore di terze parti.
In una revisione del 2023, l'Ofgem, l'ente governativo britannico regolatore del settore dell'energia, ha riscontrato che British Gas presenta "moderate debolezze" nei processi di assistenza ai clienti, come la maggior parte dei fornitori. MoneySavingExpert.com l'ha descritta come la "peggiore azienda in cui trasferirsi" dopo un sondaggio del 2022.

## Sponsorizzazioni
British Gas è stata attivamente coinvolta in sponsorizzazioni sportive, tra cui un accordo di sei anni con la squadra di nuoto britannica, iniziato nel marzo 2009, che dovrebbe fruttare alla squadra 15 milioni di sterline, e dal 2006 al 2009 ha sponsorizzato la Southern Football League inglese.
L'ampia pubblicità televisiva dell'azienda ha visto la partecipazione di molti personaggi di alto profilo; all'inizio degli anni '90, una pubblicità includeva Cheryl Tweedy da piccola, più di dieci anni prima dell'inizio della sua carriera musicale pop.
Nel novembre 2012, l'Information Commissioner's Office ha pubblicamente elencato British Gas come una delle aziende su cui nutriva preoccupazioni a causa di chiamate telefoniche non richieste per il marketing; le preoccupazioni erano basate su reclami. In risposta, British Gas ha dichiarato: "Sosteniamo gli standard più elevati quando contattiamo le persone nelle loro case e utilizziamo le informazioni di contatto solo se abbiamo il permesso esplicito di farlo".
Nel luglio 2014, l'ente regolatore Ofgem ha raggiunto un accordo con British Gas affinché l'azienda paghi un milione di sterline di risarcimento a centinaia di persone, alle quali i consulenti di British Gas avevano consigliato di passare da altri fornitori a British Gas utilizzando affermazioni esagerate.
Il 20 settembre 2015, British Gas ha lanciato uno spot pubblicitario che includeva la sua nuova mascotte, Wilbur il pinguino.
Nel 2023, British Gas ha iniziato una partnership quinquennale con la British Olympic Association e la British Paralympic Association.

## Gestori della rete di distribuzione
British Gas è un fornitore di gas ed elettricità per le abitazioni di tutto il Paese. Tuttavia, l'infrastruttura (tubi) che fornisce il gas ai consumatori è di proprietà di altre società che ne curano la manutenzione. Allo stesso modo, la rete di torri e cavi che distribuisce l'elettricità è gestita dagli operatori della rete di distribuzione (DNO), che variano da regione a regione, e non dall'azienda. Pertanto, come per gli altri fornitori di energia elettrica, in caso di interruzione dell'energia elettrica è necessario contattare il DNO appropriato, piuttosto che British Gas o un altro fornitore di energia elettrica.